# Esso-Tiger

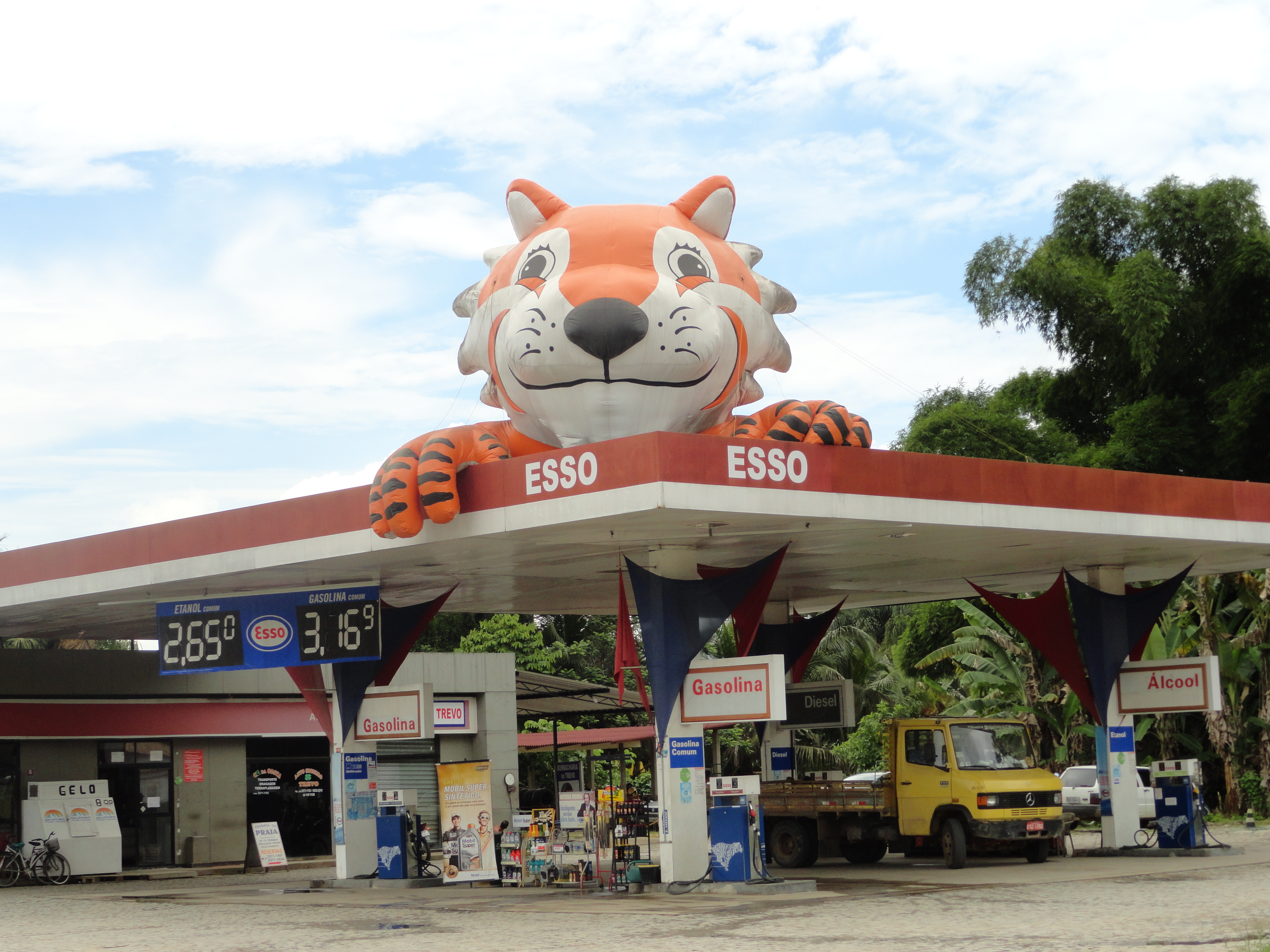
Tiger in Paraty, Brasilien

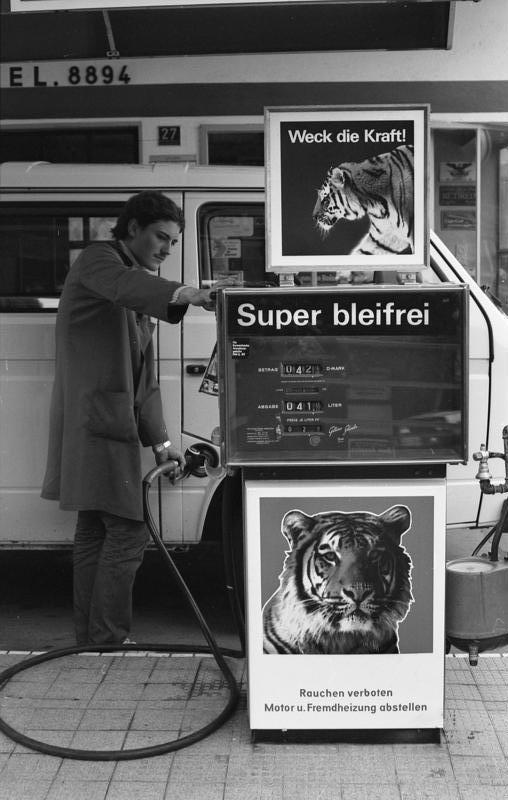
Der Esso-Tiger an der Tankstelle in Bad Wimpfen, 1988

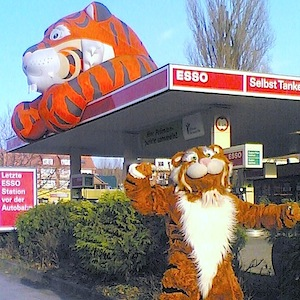
Hamburger ESSO-Station Kieler Straße: Advent-Promotion

Der Esso-Tiger ist eine Werbefigur des Mineralölunternehmens Esso.

## Geschichte
Erstmals wurde ein Tiger in den 1920er Jahren oder sogar noch früher bei der norwegischen Tochtergesellschaft des Konzerns als Unternehmenslogo verwendet und warb in Form eines Emblems an den Zapfsäulen für Tiger-Benzin. Er war realistisch gezeichnet und machte einen eher aggressiven Eindruck. In den 1930ern übernahm man den Tiger auch als Unternehmenslogo in Großbritannien.
In der Zeit der Rationierung während des Zweiten Weltkriegs wurde Werbung für Mineralölprodukte überflüssig und der Tiger verschwand vorläufig wieder. Erst eine mehrere Länder umfassende Werbekampagne zwischen 1953 und 1959 bediente sich wieder der alten Figur, die Schnelligkeit und Angriffslust symbolisierte.
1959 wurde der Tiger in den USA umgestaltet und mit einem freundlichen Gesicht versehen. Gleichzeitig wurde der Slogan Put a Tiger in Your Tank populär. Die neue Werbefigur war sehr erfolgreich und steigerte die Umsätze des Unternehmens. Das Jahr 1964 wurde vom Time Magazine zum Jahr des Tigers erklärt; 1965 eroberte der Tiger in seiner neuen Gestalt – in Deutschland und Österreich nun mit dem eingedeutschten Slogan Pack den Tiger in den Tank! bzw. Tu den Tiger in den Tank! – auch wieder den europäischen Kontinent. Die Werbekampagne dauerte drei Jahre. Beliebt waren in dieser Zeit Esso-Tiger aus Plüsch und künstliche Tigerschwänze, die man aus der Tankklappe hängen ließ. Obwohl Esso in den nachfolgenden 17 Jahren nicht mehr so häufig mit dem Tiger warb und andere eingängige Werbesprüche – etwa Es gibt viel zu tun. Packen wir’s an. – kreierte, verschwand die Werbefigur nicht aus dem Gedächtnis der Verbraucher. 1986 erschien sie in einer Neuauflage, nun nicht mehr als comicartige Figur, sondern als reales Tier.
In den späten 1990er Jahren wurden temporär große Tiger auf Tankstellendächer platziert.

## Sonstiges
1965 erscheint von ESSO eine 45er Single (Schallfolie) mit zwei von Ralf Bendix gesungenen Werbeliedern (Seite 1: Pack den Tiger in den Tank, Seite 2: Tiger RAG, Komponist: Froboess/Bradtke).
1967 karikierte Gustav Peichl alias Ironimus den zum Generalintendanten des Österreichischen Rundfunks gewählten Gerd Bacher als Tiger („Tu den Tiger in den Kasten“). Als „der Tiger“ ist Bacher bis heute bekannt.
1976 eigentlich als kurzer Werbesong für eine Jeansmarke geschrieben, erschien 1977 eine verlängerte Neuaufnahme des Songs "Jeans On" des englischen Sängers David Dundas. Es wurde sein größter Hit (Platz 3 in Großbritannien, Platz 17 in den USA). Darin findet sich die Textpassage "I got money in my pocket, got a tiger in my tank, and I'm king of the road again". Hier wird Bezug auf die Werbefigur der ESSO-AG genommen.
1977 wurde im Blödellied Tarzan ist wieder da von Willem in der Textzeile und Tiger muss zurück in Tank auf den Werbespruch Bezug genommen.
In der deutschen Synchronisation von James Bond 007 – Octopussy von 1983 befiehlt Bond in einer Szene einem angreifenden Tiger "zurück in den Tank" zu gehen. Im englischen Original befiehlt er schlicht "sit!" (Sitz!).
Robert Gernhardt veröffentlichte 1994 den Gedichtband Weiche Ziele. Eines der darin enthaltenen Gedichte beginnt mit den Worten Der Tiger lebt von Ort zu Ort nur noch als Werbung fort und bezieht sich auf die Werbefigur, parodiert aber zugleich Christian Morgensterns Gedicht Das Einhorn lebt von Ort zu Ort nur noch als Wirtshaus fort.